# Hort
Hort är en ort i Ungern.   Den ligger i provinsen Heves, i den centrala delen av landet, 60 km öster om huvudstaden Budapest. Hort ligger 124 meter över havet och antalet invånare är 3 797.
Terrängen runt Hort är platt. Runt Hort är det ganska tätbefolkat, med 52 invånare per kvadratkilometer. Närmaste större samhälle är Hatvan, 8,4 km väster om Hort. Trakten runt Hort består till största delen av jordbruksmark.